# El Maragatu
Ángel González Rodríguez, El Maragatu (Nubledo, Corvera de Asturias, 26 de agosto de 1889; Oviedo, 10 de junio de 1955), fue un cantante español de tonada asturiana.

## Biografía
A temprana edad se trasladó con su familia a Oviedo. El sobrenombre familiar de maragatos le venía de una casa que tenían en Astorga. Empezó a cantar muy joven.
Cursó estudios mercantiles en el Liceo Asturiano y trabajó como agente comercial, lo que le dio una posición económica cómoda. Eso le permitió cantar de manera amateur y no cobrando en muchas ocasiones por sus actuaciones. Recibía apelativos como El Rey, El As o El número 1. Entre sus canciones destacan Pasé el puerto de Payares, Torna la gocha, A la Pipiona, Carretera de Avilés y La Soberana. Era un canta de tonada asturiana famoso junto a la Busdonga.
El Maragatu perteneció a la generación de Quin el Pescador, El Polenchu de Grao, La Busdonga, Xuacu el de Sama, Santos Bandera y Los Cuatro Ases. Mantuvo una relación musical muy importante con el pianista Baldomero Fernández Casielles, con el que trabajó actuando a lo largo de los escenarios y cines de Asturias donde ponían música a las películas mudas.
Era simpatizante del político Melquiades Álvarez.

## Discografía
En discos de pizarra se conoce que grabó las siguientes canciones, generalmente por una de las caras, siendo la otra cara grabada por otro intérprete:
- Pasé el puerto de Payares. Disco Gramófono, 1921.
- Para qué madrugues tanto. Disco Gramófono, 1924.
- Si quieres cantar, bien mio soberana. Compañía del Gramófono, 1924.
- El gaiteru. Compañía del Gramófono, 1924.
- Vaqueiras. Compañía del Gramófono, 1924.
- Caminito de Avilés. Compañía del Gramófono, 1924.
- Los mineros del Fondón. Compañía del Gramófono, 1924.
- Pasé el Puerto de Payares. Compañía del Gramófono, 1924.
- Torna la gocha. Compañía del Gramófono, 1924.
- Pasé la puente y El pañuelo de seda. Victor Talking Machine, hacia 1929.
- Adiós, Rosina. Compañía del Gramófono, hacia 1930.

Además, en 1986 se publicaron varias de sus canciones, en disco de 33 rpm y en casete:
- "Xuacu" el de Sama, Ángel González "El Maragatu". Sociedad Fonográfica Asturiana, Consejería de Educación, Cultura y Deportes del Principado de Asturias, 1986.